# Свети Димитър (Средно Егри)
Вижте пояснителната страница за други значения на Свети Димитър.
„Свети Димитър“ (на македонска литературна норма: „Свети Димитар“) е църква в битолското село Средно Егри, част от Преспанско-Пелагонийската епархия на Македонската православна църква – Охридска архиепископия.
Църквата е вероятно късносредновековна и е енорийски храм на селото до началото на XIX век. Тогава, след изграждането на „Свети Архангел Михаил“ храмът е запуснат. В средата на XX век е възстановен. В него е запазена ценна интериорна украса включително царски двери от края на XVI - началото на XVII век. Царските двери вероятно са дело на майстори от Линотопската художествена школа.